# Gonomyodes yohoensis
Gonomyodes yohoensis är en tvåvingeart som först beskrevs av Alexander 1952.  Gonomyodes yohoensis ingår i släktet Gonomyodes och familjen småharkrankar. Inga underarter finns listade i Catalogue of Life.